# الدوري القطري 1967–68
إحصائيات دوري نجوم قطر في موسم 1967-68.

## نظرة عامة
فاز العروبة بالبطولة.